# Кртова (Петрово)
Кртова је насељено мјесто у општини Петрово, Република Српска, БиХ. Према прелиминарним подацима пописа становништва 2013. године, у насељу је живјело 138 становника.

## Историја
Дејтонским споразумом мањи дио насеља припао је РС а већи дио ФБиХ.

## Становништво
| Националност       | 1991. | 1981. | 1971. | 1961. |
| Срби               | 1.097 | 1.079 | 1.269 | 1.370 |
| Југословени        | 18    | 87    |       |       |
| Муслимани          | 2     | 1     |       |       |
| Хрвати             | 2     |       |       |       |
| остали и непознато | 1     | 5     | 5     |       |
| Укупно             | 1.120 | 1.172 | 1.274 | 1.370 |

| Демографија | Демографија | Демографија |
| Година      | Становника  | Становника  |
| ----------- | ----------- | ----------- |
| 1948.       | 1.109       |             |
| 1953.       | 1.283       |             |
| 1961.       | 1.370       |             |
| 1971.       | 1.274       |             |
| 1981.       | 1.172       |             |
| 1991.       | 1.120       |             |